# Nemocenské pojištění
Nemocenské pojištění je pojištění, jehož cílem je pojistit krátkodobé následky některých sociálních událostí osob výdělečně činných, např. při dočasné pracovní neschopnosti, karanténě, při ošetřování a péči o člena domácnosti, nebo při těhotenství a mateřství.
Nemocenské pojištění slouží k finančnímu zajištění zaměstnaných osob v případě, kdy z důvodu nemoci či mateřství dočasně ztratí výdělek. Tuto agendu zajišťují v součinnosti se zaměstnavateli OSSZ. Nemocenské pojištění je takto důležitou součástí sociálního zabezpečení. Cílem nemocenského pojištění je pojistit krátkodobé následky některých sociálních událostí osob výdělečně činných, např. při dočasné pracovní neschopnosti, karanténě, při ošetřování a péči o člena domácnosti, nebo při těhotenství a mateřství. Uvedené oblasti, a kromě toho též posuzování zdravotního stavu pro účely pojištění, reguluje také zákon 187/2006 Sb. (Sazby pojistného však stanovuje zákon 589/1992 Sb.).
Pojištění se účastní fyzické osoby
a) povinně, jde-li o zaměstnance v ČR (§ 5 písm. a uvádí 15 podtypů),
b) dobrovolně, jde-li o osoby samostatně výdělečně činné nebo o zahraniční zaměstnance.

## Nemocenské pojištění jako součást sociálního pojištění
V 90. letech 20. století v České republice začaly vznikat tři relativně samostatné systémy sociální ochrany obyvatelstva, jež na sebe navazují. Jedná se o sociální pojištění, státní sociální podporu a sociální pomoc. Souhrnně se nazývají sociální zabezpečení. Rozdíl mezi nimi je zejména ve způsobu financování, organizačního zabezpečení a v tom, jaké sociální situace řeší. Do systému sociálního zabezpečení zasahují všechny sociální instituce, které poskytují občanům poradenství, prevenci, materiální a peněžní pomoc, služby a ústavní péči k uspokojení jejich sociálních potřeb.
Státní sociální podpora je souborný název pro zaopatřovací dávky poskytované určitým skupinám, především pro rodiny s dětmi. Jsou to dávky, které dorovnávají příjem jedince. Sociální pomoc je nápomocná lidem, kteří se neúčastní na sociálním pojištění. Je určená těm, kteří ji prokazatelně potřebují. Sociální pojištění řeší sociální situace, na které se občan může předem připravit a pojistit se do budoucna na krytí případné krátkodobé, či dlouhodobé kritické sociální situace. Mezi pilíře sociálního pojištění patří důchodové pojištění a nemocenské pojištění.
Systém nemocenského pojištění je tedy určen pro osoby, které jsou z důvodu krátkodobých sociálních událostí bez finančních příjmů. Jeho právní regulace je obsažena v zákoně o nemocenském pojištění, který upravuje: 
- účast na nemocenském pojištění,
- nároky osob a stanovení výše poskytovaných dávek,
- posuzování zdravotního stavu pro účely nemocenského pojištění,
- orgány nemocenského pojištění a uskutečňování jejich úkolů a oprávnění,
- odpovědnost, sankce a správní delikty v souvislosti s nemocenským pojištěním a
- řízení ve věcech nemocenského pojištění.[7]

Každou část nemocenského pojištění ošetřuje samostatný soubor právních norem. Rozlišujeme:
1. nemocenské pojištění zaměstnanců,
2. nemocenské pojištění osob samostatně výdělečně činných a
3. nemocenská péče v ozbrojených silách pro příslušníky ozbrojených sil.

## Účast na nemocenském pojištění
Nemocenské pojištění je povinné jen pro osoby zaměstnané. Zaměstnavatel má za povinnost zaměstnance nemocensky pojistit. Jsou to tedy osoby v pracovním poměru, služebním poměru, zaměstnaní na dohodu o pracovní činnosti, zaměstnaní na dohodu o provedení práce, ovšem pokud výdělek přesahuje 10 000 korun, státní zaměstnanci, soudci, poslanci a odsouzení. U osob samostatně výdělečně činných (OSVČ) je účast na nemocenském pojištění dobrovolná. Nemocensky pojištěna je i osoba pracující mimo Českou republiku, pokud v ní má trvalý pobyt. Povinná účast na nemocenském pojištění vzniká tehdy, kdy je sjednaný příjem nad minimální částku 2 500 korun.

### Služební poměr
Účastníky na nemocenském pojištění jsou žáci vojenských škol, vojáci a pracovníci bezpečnostních sborů. Účast na nemocenské péči pro příslušníky ozbrojených sil a sborů vzniká nástupem do služby a končí odchodem ze služby. Stejné je to i se vzděláváním, začíná a končí s nástupem a odchodem ze školy. Nemocenská péče se vztahuje i na rodinné příslušníky.

## Dávky nemocenského pojištění
ČSSZ uvádí, že se v českém systému nemocenského pojištění podle zákona poskytuje šest typů dávek: nemocenské, ošetřovné, dlouhodobé ošetřovné, peněžitou pomoci v mateřství, otcovské a vyrovnávací příspěvek v těhotenství a mateřství. Podmínky nároku na dávku, podrobnosti o žádostech, dokladech a další podrobnosti popisuje ve formě životní situace.

### Nemocenské
Nemocenské zaměstnanci náleží až od 15. dne trvání pracovní neschopnosti. Podmínkou je, že pacient byl lékařem uznán pro nemoc nebo úraz dočasně práce neschopným a bylo vyplněno hlášení pracovní neschopnosti (více viz článek E-neschopenka).
Za prvních 14 dnů pracovní neschopnosti poskytuje náhradu mzdy zaměstnavatel. Ta náleží jen za dobu, v níž trvá pracovní vztah, který zakládá nemocenské pojištění. Zaměstnanec ji dostává pouze za pracovní dny, od července 2019 je také zrušena takzvaná karenční doba, takže jsou zaměstnanci vyplaceny i první tři pracovní dny nemocenské.
Náhrada mzdy není zdaňována a neplatí se z ní pojistné na sociální a zdravotní pojištění. Období, po které jsou dávky nemocenské vypláceny, se nazývá podpůrčí doba. Délka podpůrčí doby začíná dnem, kdy byl zaměstnanec uveden do neschopnosti, a končí dnem, ke kterému je opět uschopněn, nebo do uznání částečné, popřípadě plné invalidity. Maximální délka podpůrčí doby je 380 kalendářních dní, pokud není stanoveno jinak.

#### Výjimky v nemocenské
Kdo je vyjmutý z nemocenské?
- Krátkodobě nemocní - Až do 1. června roku 2019 byli z nemocenské vyjmuti krátkodobě pracovně neschopní zaměstnanci. První tři dny marodili zadarmo, ale od 1. července 2019 jsou i tyto první tři dny zahrnuty do nemocenské. To schválila 31. října 2018 poslanecká sněmovna.[12]
- Dlouhodobě nemocní – Pokud zaměstnanec marodí déle než 380 pracovních dní, také nemá nárok na nemocenské dávky. Jediný způsob, jak v takové situaci získat nějaké dávky, je požádat o invalidní důchod.
- Dlouhodobě pracovně neschopní důchodci – Starobní důchodci nebo příjemci invalidního důchodu III. stupně mají nárok na nemocenskou o délce 70 dní v průběhu jedné pracovní neschopnosti nebo 70 dní v několika pracovních neschopnostech za jeden kalendářní rok.
- Nezaměstnaní – Nezaměstnaní nemají nárok na pobírání pracovní neschopnosti. Jediná výjimka je sedmidenní ochranná lhůta od ukončení pracovního poměru. V této lhůtě má nezaměstnaný ještě nárok na náhradu mzdy a nemocenské dávky.
- Živnostníci – Osoby samostatně výdělečně činné mají nárok od 15. dne nemoci na nemocenské dávky od státu pouze za předpokladu, že si dobrovolně platili nemocenské pojištění nejméně 180 dní v posledním roce před začátkem čerpání nemocenské.
- Pracující na dohodu – Na nemocenskou nemá nárok pracující, když pracuje na dohodu o provedení práce a měsíčné vydělává méně než 10000 Kč. Na nemocenskou nemá také nárok pracující na dohodu o pracovní činnosti, který si měsíčně nepřijde na více než 2499 Kč.
- Ostatní – Nepracující studenti, matka, která pobírá příspěvek v mateřství, rodič pobírající rodičovský příspěvek a důchodci v předčasném důchodu, popřípadě všichni, kteří nevykonávají klasické zaměstnání.

#### Výpočet
Denní vyměřovací základ - hrubý příjem za rok dělený 365 kalendářními dny, který se upraví pomocí redukčních hranic.

#### Redukční hranice (2025)
z částky 1 552 Kč se započítává 90 %
z částky nad 1 552 do 2 328 Kč se započítává 60 %
z částky nad 2 328 do 4 656 Kč se započítává 30 %
z částky nad 4 656 Kč se nezapočítává nic
V případě, že nastane situace, kde bude nutné zaokrouhlovat, vždy se zaokrouhluje nahoru na celé koruny. Příklad: 515,33 = 516
Nemocenské pojištění činí 60 % z denního vyměřovacího základu.

#### Praktický příklad
Mzda 14 000 Kč hrubého.
Vyměřovací základ: 12 * 14 000 Kč = 168 000 Kč
Denní vyměřovací základ: 168 000 Kč / 365 kalendářních dní = 460
Následuje redukce pomocí vymezených hranic. Částka 460 spadá pod první redukční hranici, započítává se tedy 90 %.
460 Kč * 90 % = 414 Kč (460 * 0,9 = 414)
A jelikož nemocenské pojištění činí 60 % z denního vyměřovacího základu, započítává se 60 %.
414 Kč * 60 % = 248,4 = 249 Kč
Výše příspěvku nemocenské tedy činí 249 Kč denně.

### Ošetřovné
Je dávka náležící člověku, který nemůže docházet do zaměstnání, protože se stará o nemocného člena rodiny nebo o dítě mladší 10 let. V úplné rodině se rodiče mohou v ošetřování dítěte vystřídat, ovšem pouze jednou. Ošetřovné se však týká pouze zaměstnanců, nikoliv osob samostatně výdělečně činných. Ty na ošetřovné nemají nárok.
Ošetřovné je pouze pro:
- Zaměstnance, kteří se musí starat o nemocného člena domácnosti.
- Zaměstnance, jehož dítě je mladší 10 let a nemůže chodit do školky či školy kvůli uzavření daného zařízení (havárie, epidemie nebo jinou nepředvídatelnou událostí). V tomto případě nemusí rodič sdílet s dítětem společnou domácnost.
- Zaměstnance, kteří se musí starat o dítě, když mu byla nařízena karanténa, nebo v případech, kdy osoba, která jinak o dítě pečuje, sama onemocněla.[16]

Ošetřovné se počítá stejně jako nemocenská a trvá nejdéle 9 kalendářních dnů. Pokud ošetřuje osamělý zaměstnanec, který má v trvalé péči alespoň jedno dítě ve věku do 16 let bez ukončené povinné školní docházky, ošetřovné se počítá nejdéle 16 kalendářních dnů. Dávku ošetřovného nelze zkombinovat s jinými dávkami, jako například s rodičovským příspěvkem nebo s peněžitou pomocí v mateřství.
Dlouhodobé ošetřovné se vyplácí od 1. června 2018 také z nemocenského pojištění. Na toto ošetřovné mají nárok ti, kteří dlouhodobě pečují o člena domácnosti. Oproti klasickému ošetřovnému o něj však mohou žádat jak zaměstnanci, tak podnikatelé. Podnikatelé si však musí platit nemocenské pojištění. Dávku může ošetřovatel pobírat nejvýš 90 dní za rok. Také tato dávka se počítá jako nemocenská, a tedy i jako klasické ošetřovné.

### Dlouhodobé ošetřovné
Dávka umožňuje občanům zůstat doma v situaci, kdy budou pečovat o člena rodiny, u kterého ošetřující lékař zdravotnického zařízení poskytujícího lůžkovou péči (zpravidla nemocnice) rozhodl, že jeho zdravotní stav potřebuje po propuštění z hospitalizace domácí celodenní péči.
Nárok na dlouhodobé ošetřovné může mít příbuzný, druh nebo družka anebo i jiná osoba. U osob bez přímého příbuzenského vztahu zákon stanoví podmínku společného místa trvalého pobytu s osobou, které je péče poskytována.

### Otcovská
Otcovská náleží po dobu sedmi dnů v souvislosti s péčí o novorozené dítě otci dítěte nebo pojištěnci (muž či žena), který převzal dítě do péče nahrazující péči rodičů na základě rozhodnutí příslušného orgánu. Základní podmínkou je účast na nemocenském pojištění. Otec dítěte musí být zapsán v jeho rodném listě. Rodiče nemusí být sezdaní.

### Peněžitá pomoc v mateřství
Nárok na peněžitou pomoc v mateřství vzniká až po 270 kalendářních dnech v zaměstnání, a to v rámci dvou předchozích let. U OSVČ je nárok mírnější - pouze 180 dnů z posledních 2 let. Podpůrčí doba se liší s ohledem na počet dětí, nebo pokud jde o osamělého rodiče. Při porodu jednoho dítěte je podpůrčí doba dlouhá 196 kalendářních dní. Při porodu dvou a více dětí najednou je podpůrčí doba 259 kalendářních dnů. Dávky peněžité pomoci v mateřství se vyplácejí od šestého týdne před předpokládaným porodem. Ochranná lhůta je 7 dní. Pouze u žen, které ukončí zaměstnání během těhotenství, trvá ochranná lhůta 6 měsíců. Dávky se vztahují i na studenty.

#### Výpočet
Výpočet příspěvku peněžité pomoci v mateřství je podobný jako výpočet nemocenské. S tím rozdílem, že u první redukční hranice se započítává plných 100 % a denní dávka je 70 % místo 60 %.

#### Praktický příklad
Mzda 14 000 Kč hrubého.
Vyměřovací základ: 12 * 14 000 Kč = 168 000 Kč
Denní vyměřovací základ: 168 000 Kč / 365 kalendářních dní = 460
Následuje redukce pomocí vymezených hranic. Částka 460 spadá pod první redukční hranici, započítává se 100 %.
Výše peněžité pomoci v mateřství činí 70 % z denního vyměřovacího základu.
414 * 70 % = 322
Výše příspěvku peněžité pomoci v mateřství činí 322 Kč denně.

### Vyrovnávací příspěvek v těhotenství a v mateřství
Vyrovnávací příspěvek v těhotenství a mateřství (Hlava 6 zákona 187/2006 Sb.) se poskytuje těhotným ženám nebo matkám do 9 měsíce po porodu, které nemohou vykonávat svou stávající práci. Nejčastěji je to práce s nebezpečnými látkami, práce s nebezpečím úrazu a práce s těžkými břemeny. Příspěvek tedy vyrovnává mzdový rozdíl mezi stávající prací a přechodnou prací v průběhu těhotenství, či mateřství. Vyrovnávací příspěvek zaměstnanci nenáleží, pokud jej zaměstnavatel převedl na platově nižší pozici, ale rozdíl mezi průměrným platem na původní pozici a stávajícím platem vyrovnává doplatkem, který poskytuje po celou dobu těhotenství. Dále příspěvek nenáleží studentům, zaměstnancům pracujících na dohodu o provedení činnosti, OSVČ a společníkům či jednatelům společnosti s r. o.

## Souběžné pobírání dávek, promlčení dávek, změna a vrácení dávky
Dávky nemocenského pojištění se nemohou pobírat současně s jinými. Dávky nemocenské se nemohou pobírat souběžně s podporou v nezaměstnanosti, rodičovským příspěvkem, mateřskou, výplatou invalidního důchodu. Zároveň tak se nemůže souběžně pobírat ošetřovné a mateřská, nebo mateřská a rodičovský příspěvek. Také není možné pobírat dva rodičovské příspěvky najednou. V případě mateřské a rodičovského příspěvku zaniká nárok na rodičovský příspěvek, který rodič pobírá, a vyplácí se pouze mateřská, a to v obvyklé délce 196 kalendářních dní. Pokud by nastala situace, že rodičovský příspěvek byl vyšší než peněžitá pomoc v mateřství, částka se dopočítává.
Nárok na doplatek veškerých dávek nemocenského pojištění má občan po dobu 3 let, a to ode dne, od kterého mu dávka náleží. V případě neuplatnění nároku na dávku do stanovené lhůty nárok na její výplatu zaniká.
Pokud došlo k nesprávnému přiznání dávky, je zaměstnanec povinen částku vrátit. Částka může být vymáhána po dobu 10 let, po uplynutí této doby se záležitost považuje za promlčenou. Podobně se řeší i přeplatky dávek.

## Posuzování zdravotního stavu
Posuzování zdravotního stavu pro účely pojištění (§ 53) zahrnuje posuzování
a) dočasné pracovní neschopnosti,
b) pracovní schopnosti po uplynutí podpůrčí doby,
c) zdravotního stavu pro účely poskytování peněžité pomoci v mateřství, ošetřovného a vyrovnávacího příspěvku v těhotenství a mateřství.

## Historie
Mezi první pojištění patřilo pojišťování lodí, které se postupně rozvíjelo a v 17. století zažilo velký rozmach. O počátcích sociálního pojištění se dozvídáme už z období 16. století. Roku 1527 vznikla dělnická nemocenská pokladna zavedená Ferdinandem I., která byla o dvě století později zrušena. Nemocenské pojištění je v Čechách zavedeno od roku 1888. Dodnes stále vycházíme ze stejných principů - všeobecnosti pojištění, povinnosti pojištění a solidarity. Ve 20. století bylo v Československu již několik druhů pojišťoven. Počet pojištěných se odvíjel v závislosti na životním stylu, lidé ve městech byli pojištěni až o 40 % častěji než lidé na venkově.
Systém nemocenského pojištění byl od roku 1956 upraven zákonem č. 54/1956 Sb. spolu s dalšími normami. Tento zákon byl velice nepřehledný. Po mnoha pokusech novelizace tohoto zákona přinesl zásadní změny až zákon č. 187/2006 Sb., o nemocenském pojištění.

### Právní předpisy
- Zákon č. 187/2006 Sb., o nemocenském pojištění, dostupný např. na Zákony pro lidi.cz
- Zákon č.189/2006 Sb., kterým se mění některé zákony v souvislosti s přijetím zákona o nemocenském pojištění
- Nařízení vlády č. 366–2008 Sb., kterým se pro účely nemocenského pojištění upravují částky pro stanovení výpočtových základů